# Tyrkiets historie
Tyrkiets historie begynder med oprettelsen af den nye stat efter 1. verdenskrig, efter at det osmanniske imperium var brudt sammen.

## Under Kemal Atatürk
Under 1. verdenskrig havde Det Osmanniske Rige stået på Tysklands side, og landet led nederlag i krigen mod England og Frankrig på grund af osmannernes teknologiske underlegenhed, til trods for visse tyrkiske sejre, således i slaget ved Gallipoli. Det ungtyrkiske folkemord på armenerne indledtes 1915 og fortsatte frem til 1921. Den osmanniske sultan kapitulerede 1918 og det, som i dag er Tyrkiet, opdeltes mellem landene i Ententen i henhold til freden i Sèvres 1920, der på det nærmeste udslettede Det Osmanniske Rige fra verdenskortet. En gruppe af ungtyrkiske nationalister, som under ledelse af Mustafa Kemal Atatürk havde oprettet en nationalforsamling i Ankara, nægtede imidlertid at anerkende Sèvresaftalens legitimitet og gennemførte et krig mod frem for alt de grækere, som forsøgte at bringe aftalen til virkelighed. Nationalistrørelsen udgik som sejrere, og ved freden i Lausanne fra 1923 fastsattes Tyrkiets nye grænser.
Den 29. oktober 1923 udråbtes republikken Tyrkiet med Kemal Atatürk som præsident. Atatürk opbyggede den nye tyrkiske stat som en moderne nationalstat af europæisk tilsnit og indførte de fleste af de menneskelige rettigheder, omend han selv som præsident havde næsten hele magten og med sit Republikanske Folkeparti som det eneste tilladte parti. Et større antal reformer blev gennemført under Atatürks tid, blandt andet indførtes det latinske alfabet.

## Tyrkiet efter 2. verdenskrig
Atatürk døde i 1938 og efterfulgtes som præsident af sin tidligere premierminister İsmet İnönü, som efter 2. verdenskrigs afslutning indførte demokrati og flerpartisystem. I det første frie valg i 1950 blev Adnan Menderes premierminister. Under 2. verdenskrig var Tyrkiet neutralt under de første år, men erklærede krig mod Tyskland i 1945. Tyrkiet sluttede sig i 1952 til NATO og blev på grund af sin beliggenhed med grænse til Sovjetunionen strategisk vigtig under Den kolde Krig. Under årene, som fulgte, fremkom mange nye partier, blandt andet Det Demokratiske Parti, som havde magten gennem hele 1950'erne. Efter voldsomheder og demonstrationer styrtedes Adnan Menderes i 1960, og militæret under general Kemal Gürsel tog magten men afstod den igen året efter, hvorefter İsmet İnönü atter fik magten i en række regeringer.

## Under Süleyman Demirel og Bülent Ecevit
I 1965 vandt det konservative Retsparti under Süleyman Demirel, men han blev afsat af militæret i 1971. I 1974 kom Bülent Ecevit til magten som leder af det Republikanske Folkeparti. Ecevit forestod blandt andet invasionen af det nordlige Cypern under Cypern-krisen 1974. Demirel og Ecevit sad skiftevis på magten frem til 1980, da militæret atter tog magten ved et statskup ledet af general Kenan Evren, som dog tilbagegav magten til civile myndigheder i 1982.
I valget 1987 sejrede Fædrelandspartiet under Turgut Özal. Turkiet støttede invasionen af Irak under Kuwait-krigen i 1991. Da Özal døde i 1993, overtog Süleyman Demirel atter præsidentposten.
1990'erne var en periode med politiske forandringer i Tyrkiet. Økonomien privatiseredes, og en række partier og ledere sloges om magten, bland andet det muslimske Velfærdsparti med Necmettin Erbakan som leder. Også det kurdiske PKK fik i denne periode større indflydelse. Regeringen under Den Rette Vejs Parti med Tansu Çiller blev indblandet i en skandale og tvunget til at gå af. Velfærdspartiet erklæredes ulovligt i 1998, og i de følgende år dannede Bülent Ecevit atter regering med først Süleyman Demirel og siden Ahmet Necdet Sezer som præsident. Samme år meldte Tyrkiet sig også som kandidat til medlemskab af EU. I 1999 blev det vestre Anatolien ramt af et kraftigt jordskælv med epicentrum i de økonomisk vigtige områder ved Marmarahavet, hvilket ramte landets økonomi hårdt.

## Krise
I 2001 oplevede Tyrkiet sin værste økonomiske krise siden 2. verdenskrig. Valutaen raslede ned i værdi, og arbejdsløsheden voksede. I august samme år kom Recep Tayyip Erdoğan til magten som premierminister i Retfærdigheds- og udviklingspartiet. Den 8. maj 2004 besøgte Recep Tayyip Erdoğan Grækenland og formåede at optø de græsk-tyrkiske forbindelser, som tidligere havde været meget spændte under indtryk af situationen på Cypern. I de fleste år siden årtusindskiftet har Tyrkiet gennemført mange reformer for at kunne indtræde i EU, og den 3. oktober 2005 indledtes forhandlinger om vilkårene for medlemskab i unionen.